# Sante Geronimo Caserio

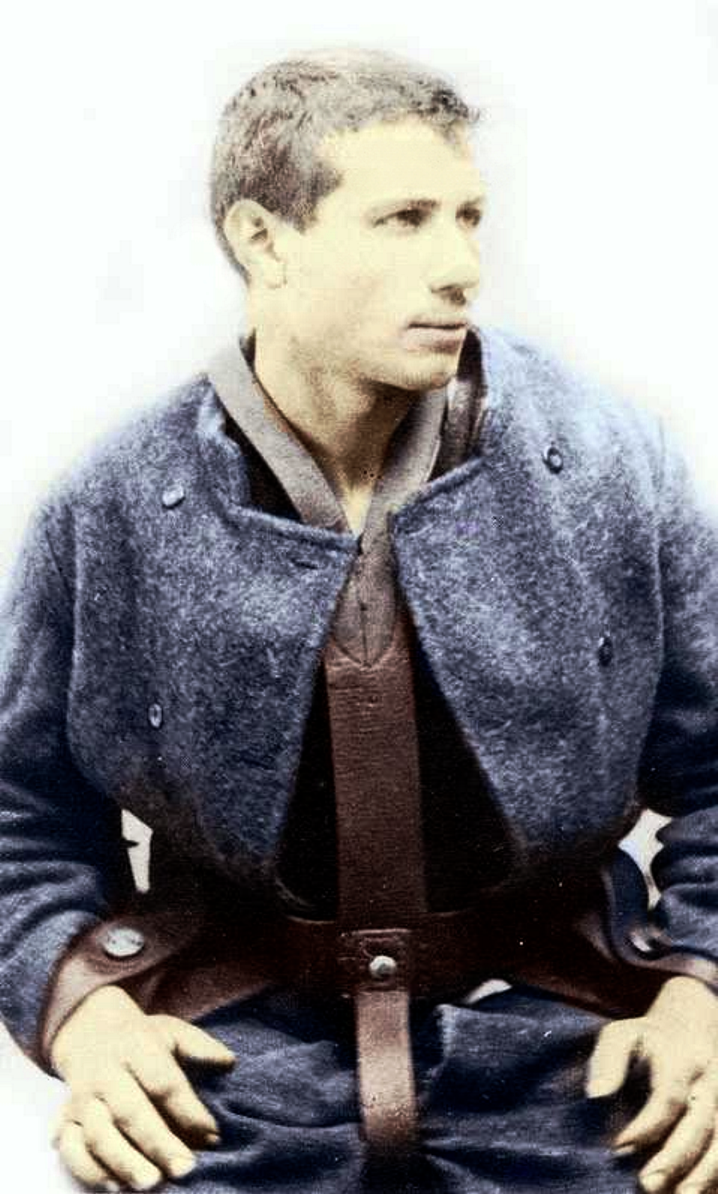
Sante Caserio (politiefoto)

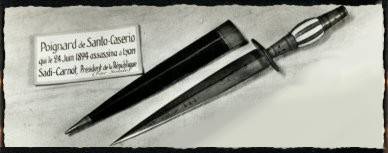
Caserio's dolk

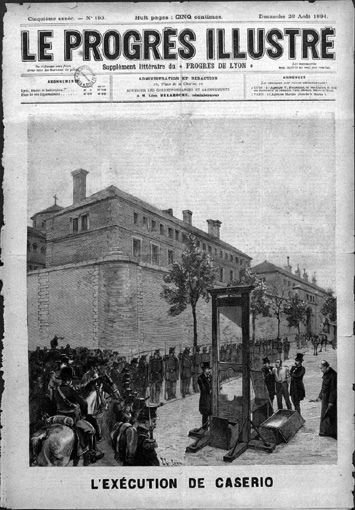
Illustratie van Caserio's terechtstelling

Sante Geronimo Caserio (Motta Visconti, 8 september 1873 – Lyon, 16 augustus 1894) was een Italiaans anarchist die in 1894 een dodelijke aanslag pleegde op de Franse president Carnot.

## Leven

### Jonge jaren
Caserio stamde uit een grote boerenfamilie en werd godsdienstig opgevoed. Hij verloor op jonge leeftijd zijn vader en verliet het ouderlijk huis al op tienjarige leeftijd. In Milaan werd hij bakkersleerling. In Milaan kwam hij ook in contact met anarchistische kringen. Toen hij wegens het verspreiden van anarchistische geschriften tot 8 maanden gevangenisstraf werd veroordeeld vluchtte hij naar Lugano, vervolgens naar Wenen en uiteindelijk in 1893 via Lyon naar Sète, waar hij opnieuw als bakker werk vond. In Sète sloot hij zich aan bij de anarchistische vereniging ‘De ontembaren’.

### Aanslag
Op 24 juli 1894 om 21.00 uur begaf president Carnot van Frankrijk zich stapvoets in een open landauer naar de stadsschouwburg te Lyon om de wereldtentoonstelling te openen. Plotseling kwam er uit het publiek langs de weg een jongeman met een bos bloemen naar voren. Het was Caserio. In de bos bloemen had hij een mes verborgen en onder het roepen “leve de revolutie” stak hij Carnot diep in zijn buik. Caserio werd ter plekke gearresteerd (het scheelde een haar of het publiek had hem gelyncht), Carnot stierf drie uur later.

### Proces
Voor journalisten liep het proces tegen Caserio uit op een teleurstelling. Hij verklaarde dat hij Carnot had gedood omdat deze geen gratie had willen verlenen aan de anarchist Auguste Vaillant, maar verder werd het geen grootse vertoning, zoals dat in eerder processen tegen anarchisten het geval was geweest (Ravachol, Vaillant, Henry). Caserio’s monotone antwoorden kwamen almaar op hetzelfde neer: de rechtvaardiging van de propaganda door de daad. Alleen toen zijn moeder ter sprake werd gebracht toonde hij zich ontroerd en begon te huilen. Humor hield hij echter ook. Toen de aanklager vroeg of hij bevriend was met een kapper die anarchist was antwoordde hij: "Ik kan mijn haar toch moeilijk door een bakker laten knippen."
Op 16 augustus 1894 werd Caserio publiekelijk geguillotineerd, 20 jaar oud. Toen hij voor de guillotine verscheen, deinsde hij volgens ooggetuigen geschrokken terug. Hij mompelde nog wat laatste woorden, maar deze werden niet verstaan en niet meer opgetekend.